# Lejberget
Lejberget är ett naturreservat som omfattar tre höjder, en av dem benämnd Lejberget, i Ludvika kommun i Dalarnas län.
Området är naturskyddat sedan 2016 och är 636 hektar stort. Reservatet består av tall- och granskog.